# Teucholabis (Teucholabis) jocosa
Teucholabis (Teucholabis) jocosa is een tweevleugelige uit de familie steltmuggen (Limoniidae). De soort komt voor in het Neotropisch gebied.